# James Haydon
James Richard Barnaby Haydon (Amersham, 2 novembre 1974) è un pilota motociclistico britannico.

## Carriera
È stato attivo nel mondo delle competizioni motociclistiche su pista, gareggiando sia in varie edizioni del motomondiale che in quelle del campionato mondiale Superbike.
Il suo esordio nel motomondiale risale al motomondiale 1992, quale wild card nel Gran Premio motociclistico di Gran Bretagna, in seguito si è alternato tra le classi 250 e 500 con alcune apparizioni sporadiche nelle gare mondiali; la prima stagione completa è stata effettuata con la Harris Yamaha 500 del team Harris Grand Prix nel motomondiale 1995.
Dopo un altro anno di competizioni, ha cambiato categoria, passando alla Superbike e gareggiando nei mondiali dal 1997 al 2003.
Nella stagione 2004 ha fatto un nuovo rientro parziale nel motomondiale, per alcuni Gran Premi in sella ad una Proton KR5 del Proton Team KR in MotoGP.

## Risultati in gara

### Motomondiale
| 1992 | Classe | Moto   |  |  |  |  |  |  |  |  |  |  |     |  |  |  |  |  | Punti | Pos. |
| ---- | ------ | ------ |  |  |  |  |  |  |  |  |  |  | --- |  |  |  |  |  | ----- | ---- |
| 1992 | 250    | Yamaha |  |  |  |  |  |  |  |  |  |  | Rit |  |  |  |  |  | 0     |      |

| 1993 | Classe | Moto       |  |  |  |  |  |  |  |  |  |    |  |  |  |     |  |  | Punti | Pos. |
| ---- | ------ | ---------- |  |  |  |  |  |  |  |  |  | -- |  |  |  | --- |  |  | ----- | ---- |
| 1993 | 500    | ROC Yamaha |  |  |  |  |  |  |  |  |  | 11 |  |  |  | Rit |  |  | 5     | 31º  |

| 1994 | Classe | Moto       |  |  |  |  |  |  |  |  |  |     |  |  |  |  |  |  | Punti | Pos. |
| ---- | ------ | ---------- |  |  |  |  |  |  |  |  |  | --- |  |  |  |  |  |  | ----- | ---- |
| 1994 | 500    | ROC Yamaha |  |  |  |  |  |  |  |  |  | Rit |  |  |  |  |  |  | 0     |      |

| 1994 | Classe | Moto  |  |  |  |  |  |  |  |  |  |  |    |     |    |    |  |  | Punti | Pos. |
| ---- | ------ | ----- |  |  |  |  |  |  |  |  |  |  | -- | --- | -- | -- |  |  | ----- | ---- |
| 1994 | 250    | Honda |  |  |  |  |  |  |  |  |  |  | 16 | Rit | 22 | 24 |  |  | 0     |      |

| 1995 | Classe | Moto          |    |     |     |     |     |    |    |     |     |     |    |    |    |  |  |  | Punti | Pos. |
| ---- | ------ | ------------- | -- | --- | --- | --- | --- | -- | -- | --- | --- | --- | -- | -- | -- |  |  |  | ----- | ---- |
| 1995 | 500    | Harris Yamaha | 23 | Rit | Rit | Rit | Rit | 18 | 14 | Rit | Rit | Rit | 16 | 13 | 10 |  |  |  | 11    | 24º  |

| 1996 | Classe | Moto       |    |    |    |    |    |   |     |  |    |    |     |     |  |  |  |  | Punti | Pos. |
| ---- | ------ | ---------- | -- | -- | -- | -- | -- | - | --- |  | -- | -- | --- | --- |  |  |  |  | ----- | ---- |
| 1996 | 500    | ROC Yamaha | 15 | 18 | 15 | 12 | 17 | 9 | Rit |  | 13 | 17 | Rit | Rit |  |  |  |  | 16    | 21º  |

| 2004 | Classe | Moto      |  |  |  |  |  |  |  |  |  |  |  |  |    |     |    |  | Punti | Pos. |
| ---- | ------ | --------- |  |  |  |  |  |  |  |  |  |  |  |  | -- | --- | -- |  | ----- | ---- |
| 2004 | MotoGP | Proton KR |  |  |  |  |  |  |  |  |  |  |  |  | 12 | Rit | 20 |  | 4     | 25º  |

| Legenda | 1º posto        | 2º posto            | 3º posto            | A punti      | Senza punti        | Grassetto – Pole position Corsivo – Giro più veloce |
| Legenda | Gara non valida | Non qual./Non part. | Ritirato/Non class. | Squalificato | '-' Dato non disp. | Grassetto – Pole position Corsivo – Giro più veloce |

### Campionato mondiale Superbike
| 1997 | Moto   |     |    |     |    |    |    |    |     |    |    |     |     |     |     |     |     |     |     |     |    |  |  |  |  |  |  | Punti | Pos. |
| ---- | ------ | --- | -- | --- | -- | -- | -- | -- | --- | -- | -- | --- | --- | --- | --- | --- | --- | --- | --- | --- | -- |  |  |  |  |  |  | ----- | ---- |
| 1997 | Ducati | Rit | 12 | Rit | 11 | 16 | NV | NP | Rit | 12 | 12 | Rit | Rit | Rit | Rit | Rit | Rit | Rit | Rit | Rit | 14 |  |  |  |  |  |  | 19    | 25º  |

| 1998 | Moto   |  |  |    |    |  |  |  |  |  |  |  |  |  |  |  |  |     |    |  |  |  |  |  |  |  |  | Punti | Pos. |
| ---- | ------ |  |  | -- | -- |  |  |  |  |  |  |  |  |  |  |  |  | --- | -- |  |  |  |  |  |  |  |  | ----- | ---- |
| 1998 | Suzuki |  |  | 15 | 14 |  |  |  |  |  |  |  |  |  |  |  |  | Rit | 12 |  |  |  |  |  |  |  |  | 7     | 35º  |

| 1999 | Moto   |  |  |  |  |     |     |  |  |  |  |  |  |  |  |  |  |   |    |  |  |  |  |  |  |  |  | Punti | Pos. |
| ---- | ------ |  |  |  |  | --- | --- |  |  |  |  |  |  |  |  |  |  | - | -- |  |  |  |  |  |  |  |  | ----- | ---- |
| 1999 | Suzuki |  |  |  |  | Rit | Rit |  |  |  |  |  |  |  |  |  |  | 9 | 11 |  |  |  |  |  |  |  |  | 12    | 37º  |

| 2000 | Moto   |  |  |  |  |  |  |   |   |  |  |    |     |  |  |  |  |  |  |    |    |  |  |  |  |     |     | Punti | Pos. |
| ---- | ------ |  |  |  |  |  |  | - | - |  |  | -- | --- |  |  |  |  |  |  | -- | -- |  |  |  |  | --- | --- | ----- | ---- |
| 2000 | Ducati |  |  |  |  |  |  | 6 | 6 |  |  | 12 | Rit |  |  |  |  |  |  | NP | NP |  |  |  |  | Rit | Rit | 24    | 28º  |

| 2001 | Moto   |  |  |  |  |  |  |  |  |  |  |  |  |  |  |  |  |  |  |     |     |  |  |  |  |  |  | Punti | Pos. |
| ---- | ------ |  |  |  |  |  |  |  |  |  |  |  |  |  |  |  |  |  |  | --- | --- |  |  |  |  |  |  | ----- | ---- |
| 2001 | Yamaha |  |  |  |  |  |  |  |  |  |  |  |  |  |  |  |  |  |  | Rit | Rit |  |  |  |  |  |  | 0     |      |

| 2003 | Moto     |    |     |    |    |   |     |     |     |     |    |  |  |  |  |     |     |    |     |    |    |     |     |     |     |  |  | Punti | Pos. |
| ---- | -------- | -- | --- | -- | -- | - | --- | --- | --- | --- | -- |  |  |  |  | --- | --- | -- | --- | -- | -- | --- | --- | --- | --- |  |  | ----- | ---- |
| 2003 | Petronas | 12 | Rit | 15 | 16 | 9 | Rit | Rit | Rit | Rit | NP |  |  |  |  | Rit | Rit | 17 | Rit | NP | NP | Rit | Rit | Rit | Rit |  |  | 12    | 26º  |

| Legenda | 1º posto        | 2º posto            | 3º posto           | A punti      | Senza punti        | Grassetto – Pole position Corsivo – Giro più veloce |
| Legenda | Gara non valida | Non qual./Non part. | Ritirato/Non class | Squalificato | '-' Dato non disp. | Grassetto – Pole position Corsivo – Giro più veloce |